# Isabelle de Solis
Pour les articles homonymes, voir Solis.
Isabelle de Solis (en castillan: Isabel de Solís), née entre 1454 et 1459 et décédée après 1510, est une concubine de l'émir nasride Abu al-Hasan Ali de Grenade. Fille d'un noble castillan, elle s'est convertie à l'Islam et a pris le nom Soraya,(parfois également Turaya).

## Biographie

### Jeunesse
Isabelle de Solis est la fille du noble castillan et commandant Sancho Jiménez de Solis. Elle perd sa mère peu après sa naissance. Son père se remarie ensuite avec une esclave maure nommée Arlaja. Elle passe une enfance calme et entourée d'infirmières et de soignants qui étaient ses instructeurs. On raconte que Isabelle de Solis était très belle et que, selon son père, elle ressemblait à sa mère.  A 15 ans, elle est fiancée au noble castillan don Pedro Venegas, mais le mariage n'aura jamais lieu en raison de l'enlèvement d'Isabelle.

### Prisonnière à Grenade et mariage avec l'Emir
Le 29 septembre 1471, Isabelle de Solis est faite prisonnière par les nasrides au cours de l'une de leurs incursions en Castille. Elle est amenée à Grenade et vendue au harem de l'émir Abu al-Hasan Ali, où elle doit travailler comme femme de chambre. Elle est remarquée par l'émir qui s'en éprend. 
Après la conversion d'Isabelle de Solis à l'Islam, qui devient Soraya, elle se marie avec l'émir et devient sa favorite. Il écarte sa première épouse Aïcha al-Horra, qui lui avait donné deux fils Boabdil et Yûsuf. Il expulse également sa première épouse de l'Alhambra pour donner à Soraya le palais de Dar al-Horra comme résidence. Deux fils naissent de cette union : Nasr et Sa`d.
La tribu des Abencérages, qui a aidé à la prise du pouvoir d'Abu al-Hasan Ali, voit cette union d'un mauvais œil. Aïcha al-Horra et les Abencérages s'allient pour renverser Abû al-Hasan `Alî. Le 14 juillet 1482, Boabdil et Yûsuf s'enfuient de Grenade. Les princes rebelles arrivent à Guadix, où Boabdil est proclamé émir de Grenade le 15 juillet. Après une bataille dans les rues de Grenade, au cours de laquelle il est mis en échec, Abu al-Hasan Ali s'enfuit de Grenade avec son frère Mohammed az-Zaghall. Soraya est faite prisonnière par Boabdil qui ne lui laisse la vie sauve qu'à la condition qu'Abu al-Hasan Ali lui laisse le pouvoir.
Abu al-Hasan Ali reprend le pouvoir en 1484, mais est déposé par son frère Mohammed az-Zaghall une année plus tard. Il est exilé à Almuñécar, où il décède peu après. Soraya et ses enfants passent alors sous la protection de Mohammed az-Zaghall et le restent après l'abdication de ce dernier au profit de Boabdil en 1486. En décembre 1489, lorsqu'il se rend aux rois catholiques en échange de terre, Soraya est logée sur les terres d'az-Zaghall. En 1491, ce dernier décide d'émigrer en Afrique du Nord et Soraya fait le choix de rester en Espagne.

### Vie après la chute de Grenade
En janvier 1492, Boabdil remet la ville de Grenade aux rois catholiques. Soraya, qui a conservé sa religion musulmane, réside d'abord à Cordoue avec ses enfants. Elle demande, sans succès, la permission pour ses enfants de partir pour l'Afrique du Nord. Ses fils se convertissent alors au catholicisme et prennent le nom de Jean de Grenade et de Ferdinand de Grenade. Elle finit également par se reconvertir au christianisme et elle reprend son nom d'Isabelle. La dernière mention d'Isabelle vivante date de 1510 et la situe à Séville.

## Culture populaire
L'histoire d'Isabelle de Solis a inspiré différents auteurs. La "tour de la Captive" de l'Alhambra porte ce nom en sa mémoire.